# Lacanobia rufescens
Lacanobia rufescens är en fjärilsart som beskrevs av Van Wissenlingh 1963. Lacanobia rufescens ingår i släktet Lacanobia och familjen nattflyn. Inga underarter finns listade i Catalogue of Life.